# Caspiobdella tuberculata
Caspiobdella tuberculata is een ringworm uit de familie van de Piscicolidae. De wetenschappelijke naam van de soort is voor het eerst geldig gepubliceerd in 1966 door Epshtein.